# 阮惟勫
阮惟勫（越南语：／；1885年—？），越南阮朝官員。

## 生平
阮惟勫是廣平省廣澤府布澤縣河泊總里和村（今屬廣平省布澤縣里澤社）人，咸宜元年（1885年）出生。成泰十五年（1903年），阮惟勫參加癸卯科鄉試，考中舉人。成泰十九年（1907年），考中庭試第二甲進士出身，是為該科第一名庭元。啟定年間任學部佐理。保大初，升任吏部侍郎。保大四年（1929年），升任吏部參知。